# پل هارتلوف

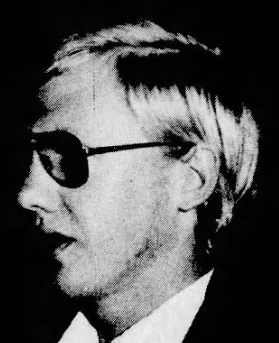
نگاره‌‌ای کهن از پل هارتلوف، شناگر آمریکایی – ۱۹۷۶

پل هارتلوف (به انگلیسی: Paul Hartloff) (زادهٔ ۵ آوریل ۱۹۵۸) شناگر اهل ایالات متحده آمریکا است.